# ラッタパーラ経
『ラッタパーラ経』（ラッタパーラきょう、巴: Raṭṭhapāla-sutta, ラッタパーラ・スッタ）とは、パーリ仏典経蔵中部に収録されている第82経。『頼吒惒羅経』（らいたはらきょう）とも。
類似の伝統漢訳経典としては、『中阿含経』（大正蔵26）の第132経「頼吒惒羅経」がある。
阿羅漢ラッタパーラ（頼吒惒羅）が出家した経緯、その後の展開などについて書かれている。

## 構成

### 登場人物
- 釈迦
- ラッタパーラ --- 良家の婆羅門の子。後に釈迦のもとで出家し、阿羅漢となる。
- ラッタパーラの父
- コーラヴィヤ --- クル国王

### 場面設定
ある時、釈迦はクル国を比丘たちと共に遊行していると、トゥッラコッティタの婆羅門たちが、釈迦に仏法を聞きに来た。その中の一人だったラッタパーラは、釈迦のもとで出家することを望むが、釈迦は両親から同意を得てくるよう命じる。ラッタパーラの両親は、彼の出家の希望に激しく反対するが、根負けして渋々承諾する。
ラッタパーラは具足戒を得て出家し、研鑽を重ねて阿羅漢となった。ラッタパーラは舎衛城の祇園精舎に滞在していた釈迦を訪ね、両親を訪問したいという希望を伝える。釈迦は許可する。ラッタパーラは両親の元に托鉢に行くが、息子と分からない父親は比丘たちに対する憎しみから彼を最初は罵倒する。正体を知った父親に、翌日の食事に招かれ、家族全員に出家をやめて戻るよう説得されるが、ラッタパーラの意志は揺るがない。そしてラッタパーラは詩句を読み、家族と別れる。
その後、ラッタパーラはミガーシーラ園を訪れたところ、クル国王であるコーラヴィヤ王がやってきて対話となる。王は四つ（老病財親）の衰亡ではなく、どんな理由で出家したのか問うと、ラッタパーラは釈迦が四法印を説いたために出家したのだと明かし、王は感嘆する。

## 日本語訳
- 『南伝大蔵経・経蔵・中部経典3』（第11巻上） 大蔵出版
- 『パーリ仏典 中部（マッジマニカーヤ）中分五十経篇II』 片山一良訳 大蔵出版
- 『原始仏典 中部経典3』（第6巻） 中村元監修 春秋社